# Грінвілл (Теннессі)
Грінвілл (англ. Greeneville) — місто (англ. town) в США, в окрузі Грін штату Теннессі. Населення — 15 479 осіб (2020).

## Географія
Грінвілл розташований за координатами 36°10′5″ пн. ш. 82°49′11″ зх. д. / 36.16806° пн. ш. 82.81972° зх. д. (36.168023, -82.819673).  За даними Бюро перепису населення США в 2010 році місто мало площу 44,07 км², уся площа — суходіл.

### Клімат
| Клімат : Грінвілл        | Клімат : Грінвілл | Клімат : Грінвілл | Клімат : Грінвілл | Клімат : Грінвілл | Клімат : Грінвілл | Клімат : Грінвілл | Клімат : Грінвілл | Клімат : Грінвілл | Клімат : Грінвілл | Клімат : Грінвілл | Клімат : Грінвілл | Клімат : Грінвілл | Клімат : Грінвілл |
| Показник                 | Січ.              | Лют.              | Бер.              | Квіт.             | Трав.             | Черв.             | Лип.              | Серп.             | Вер.              | Жовт.             | Лист.             | Груд.             | Рік               |
| Середній максимум, °C    | 8,3               | 11,1              | 16,1              | 20,6              | 25,6              | 29,4              | 31,1              | 30,6              | 27,8              | 22,2              | 16,1              | 10,0              | 20,6              |
| Середній мінімум, °C     | −4,4              | −2,2              | 0,6               | 5,0               | 10,6              | 15,6              | 17,8              | 17,2              | 12,8              | 6,1               | 1,1               | −2,8              | 6,7               |
| Норма опадів, мм         | 80                | 93                | 87                | 98                | 103               | 104               | 119               | 109               | 82                | 53                | 72                | 85                | 1085              |
| ------------------------ | ----------------- | ----------------- | ----------------- | ----------------- | ----------------- | ----------------- | ----------------- | ----------------- | ----------------- | ----------------- | ----------------- | ----------------- | ----------------- |
| Джерело: US Climate Data |                   |                   |                   |                   |                   |                   |                   |                   |                   |                   |                   |                   |                   |

## Демографія
Згідно з переписом 2010 року, у місті мешкали 15 062 особи в 6478 домогосподарствах у складі 3845 родин. Густота населення становила 342 особи/км².  Було 7399 помешкань (168/км²).
Расовий склад населення:
| - 89,1 % — білих - 5,6 % — чорних або афроамериканців - 0,8 % — азіатів - 0,2 % — корінних американців - 2,3 % — осіб інших рас |

До двох чи більше рас належало 2,0 %. Частка іспаномовних становила 4,4 % від усіх жителів.
За віковим діапазоном населення розподілялося таким чином: 21,2 % — особи молодші 18 років, 57,8 % — особи у віці 18—64 років, 21,0 % — особи у віці 65 років та старші. Медіана віку мешканця становила 42,6 року. На 100 осіб жіночої статі у місті припадало 86,9 чоловіків;  на 100 жінок у віці від 18 років та старших — 82,2 чоловіків також старших 18 років.
Середній дохід на одне домашнє господарство  становив 47 168 доларів США (медіана — 31 449), а середній дохід на одну сім'ю — 59 455 доларів (медіана — 45 498). Медіана доходів становила 34 670 доларів для чоловіків та 33 690 доларів для жінок. За межею бідності перебувало 23,6 % осіб, у тому числі 36,5 % дітей у віці до 18 років та 12,4 % осіб у віці 65 років та старших.
Цивільне працевлаштоване населення становило 5641 особа. Основні галузі зайнятості: освіта, охорона здоров'я та соціальна допомога — 27,7 %, виробництво — 16,1 %, роздрібна торгівля — 11,4 %, науковці, спеціалісти, менеджери — 9,2 %.